# Fran Maselj - Podlimbarski
Fran Maselj (nadimek Podlimbarski), slovenski častnik in pisatelj, * 23. september 1852, Spodnje Loke, † 19. september 1917, Pulkau, Avstrija.

## Življenjepis
Fran Maselj se je rodil srednjemu kmetu pod Limbarsko goro. Kot ljubljanski sedmošolec je zapustil gimnazijo, ker so mu podtikali ljubezensko razmerje z neko lahkoživko in nato štiri leta služil vojaščino. Ko ni mogel dobiti primerne službe, je ponovno oblekel vojaško suknjo in se selil iz garnizije v garnizijo. Sprva je služboval kot računski podčastnik v avstro-ogrski vojski v Dunajskem Novem mestu, Košicah, Tuzli (1885–1889), nato pa med drugim še v Terezínu (Češka), Košicah in Olomoucu. Upokojen je bil v Krakovu leta 1905 kot računski stotnik.
Ves čas vojaške službe si je želel vrnitve v domovino, vendar mu to ni uspelo, tudi umrl je kot pregnanec. Zaradi romana z jugoslovansko politično idejo Gospodin Franjo je prišel 1915 pred vojaško častno sodišče. Obsojen je bil veleizdaje, delo so mu zaplenili in odvzet mu je bil častniški čin; 1916 je bil kot politično sumljiv konfiniran v Ober-Hollabrunn od tam pa poslan v Pulkau blizu moravske meje, kjer je umrl.

## Literarno delo
Podlimbarski je sprva pisal pod vplivom Jurčiča in njegovega učenca Andrejčkovega Jožeta. Iz gradiva, ki se mu je nabiralo v notesih, je zasnoval črtice, povesti in novele iz bosanskega in domačega življenja, a priznanja ni doživel: Krokarjev pezer (1886), Hadžija Mato (1887), Markica (1887), Stričevi darovi (1889), Plaznik in kirasir (1889), Kako sem prvikrat romal (1890), Sinica (1897), V vojaškem arhivu (1897). Iz ljubljanskega predmestnega življenja v Kravji dolini, ki ga je dobro poznal, je zajel povest Gorski potoki (1895); v njej je realistično, a včasih nekoliko dolgovezno, prikazal nekdanjega gimnazijca, ki zaman išče kak posel, zapeljivo čevljarsko ženo in njeno pošteno pastorko. Povest se obrača proti obrekljivosti (goski potok = ženski jezik) in ima več avtobiografskih elementov iz časa, ko se je Maselj vrnil od vojakov in iskal službo. Po časopisnih poročilih in pripovedovanju je napisal Potresno povest (1903), ki slika potresne dni 1895 v Črnem grabnu in Ljubljani. V nji je odkrival nasprotja med dolinci in hribovci ter bičal praznoverje in skopost. V povesti je precej humorja, sama  zgodba pa skromna. Plastični pa sta podobi konjskega mešetarja Črža in kmeta Čajža v povesti Tovariš Damjan (1902). Bivanje na Moravskem pa je Maslju navdihnilo Moravske slike (1904).
Po upokojitvi pa je Podlimbarski pisal svobodneje in je odločneje izražal svoje narodno in politično prepričanje: Vojvoda Pero in perica (1906), Iz starih zapisov (1908), Povest Ivana Polaja (1909).
Najobsežnejše in najbolj znano Masljevo delo pa je avtobiografski roman Gospodin Franjo. Sam ga je imenoval »jugoslovanski roman iz prvih let bosanske okupacije«. Delo je zbudilo veliko pozornost in priznanje, saj je izšlo v razburkanih časih po balkanskih vojnah. Oblast je roman zaplenila, pisatelju pa odvzela stotniški čin.